# NGC 1892
NGC 1892 là một thiên hà xoắn ốc trong chòm sao Kiếm Ngư. Nó được phát hiện vào ngày 30 tháng 11 năm 1834 bởi John Herschel.
Một siêu tân tinh loại IIP có thể được chụp bởi Khảo sát thiên hà Carnegie-Irvine (CGS) năm 2004, nhưng nó đã không được chú ý cho đến khi nhà thiên văn nghiệp dư người Brazil, ông Jorge Stockler de Moraes so sánh hình ảnh CGS với bức ảnh ông chụp vào tháng 1 năm 2017.